# تاراتاتا (برنامج)
تاراتاتا برنامج تلفزيوني يقع بثه على تلفزيون دبي بدأ موسمه الأول عام 2006 وهو النسخة العربية من النسخة الأصلية الفرنسية التي قام بإنتاجها وتقديمها الإعلامي الفرنسي المصري الأصل ناجي فام. ويهتم هذا البرنامج التلفزيوني بالفن والمطربين ويستضاف فيه عدة مطربين للحديث ولتقديم وصلات غنائية. استطاع البرنامج أن يقدم على مسرحه أكثر من 150 مطربا عربيا في موسميه الأولين. تعاقب على تقديم البرنامج نخبة من أبرز الصحفيين منهم الإعلامي اللبناني نيشان ديرهاروتيونيان وميشال قزي. تم إنتاج وتصوير البرنامج في بيروت من قبل شركة «بيريسكوب» اللبنانية، وهو من إخراج باسم كريستو.

## الإنتاج
انطلقت شركة «بيريسكوب» اللبنانية سنة 2005 في الإنتاج السمعي البصري، بعد أن اشترت حقوق البرنامج الفرنسي الأصلي وذلك لتكييفها وإنتاجها باللغة العربية.

## روابط خارجية
- تاراتاتا على موقع IMDb (الإنجليزية)
- تاراتاتا على موقع ميوزك برينز (الإنجليزية)
- تاراتاتا على موقع قاعدة بيانات الفيلم (الإنجليزية)